# موريتز ويبر
موريتز ويبر (بالألمانية: Moritz Weber)‏ (و. 1871 – 1951 م) هو أستاذ جامعي، ومهندس ألماني، ولد في لايبزيغ، توفي في نوينديتيلسآو، عن عمر يناهز 80 عاماً.